# The Great Escape (videogioco 1986)
The Great Escape è un videogioco di avventura dinamica che condivide il titolo e una trama simile con il film La grande fuga, ma non si tratta di una conversione ufficiale. Il videogioco è stato sviluppato dalla Denton Designs e pubblicato dalla Ocean Software nel 1986 per ZX Spectrum, Commodore 64 e Amstrad CPC e nel 1987 per MS-DOS.
Le versioni per Commodore 64 e ZX Spectrum ottennero generalmente giudizi molto buoni dalla stampa contemporanea, tra cui un titolo di A Crash Smash dalla rivista Crash.

## Modalità di gioco
Il giocatore controlla un prigioniero di guerra che tenta di organizzare la fuga da un campo di concentramento tedesco nel 1942. L'ambiente di gioco è appunto il campo di prigionia, ampio ed esplorabile, mostrato con visuale isometrica e scorrimento multidirezionale (le stanze al chiuso sono a schermata fissa).
I prigionieri devono seguire determinate regole, i cui tempi sono scanditi da un campanello: essere presenti a determinati orari alle varie adunate, al rancio e alla ginnastica, rimanere a letto nelle ore notturne. Chi trasgredisce e viene scoperto subisce una giornata di punizione in cella. Il protagonista deve cercare di non farsi scoprire, per aggirarsi nel campo in cerca degli oggetti che gli serviranno alla fuga, ad esempio una lampada per accedere ai sotterranei o un'uniforme per travestirsi.
A lato dell'area di gioco appare una bandiera, che con la sua posizione lungo l'asta rappresenta il livello del morale del prigioniero, che viene abbattuto dalle giornate punitive e dal passare del tempo, e si recupera compiendo azioni utili a completare l'avventura; se il morale termina la partita è persa.
Allo stesso tempo, il colore della bandiera indica se ci si trova in zona pericolosa (bandiera rossa) essendosi allontanati troppo dal percorso di routine. Quando ci si trova in zona tranquilla (bandiera verde), il giocatore può abbandonare i controlli e il prigioniero si muoverà automaticamente in modo da seguire le leggi del campo; andrà quindi da solo alle adunate, a dormire eccetera, e può continuare così indefinitamente finché il giocatore non decide di muoverlo diversamente.
I controlli del giocatore si limitano al camminare e, quando la bandiera è rossa, raccogliere e depositare oggetti. Solo due oggetti alla volta sono trasportabili, quindi occorre cercare luoghi sicuri del campo in cui nasconderli.
Per il campo si aggirano molti altri prigionieri e guardie che seguono percorsi prevedibili; queste possono arrestare il prigioniero e confiscare oggetti quando la bandiera è rossa, mentre a bandiera verde non sono un problema. Fa eccezione il comandante del campo, che può perquisire il prigioniero anche quando la bandiera è verde. Ci sono inoltre riflettori di notte e cani che pattugliano le recinzioni.